# Le Monde de Droon
Le Monde de Droon (Titre original : The Secrets of Droon) est une série de romans jeunesse fantastique écrit par Tony Abbott entre 1999 et 2002 en version originale puis adaptée en français entre 2007 et 2010, éditée par Pocket jeunesse. Dans cette série en 44 tomes, les héros Éric, Max et Julie descendent les marches d'un escalier magique qui les mène vers un monde caché.

## Personnages

### Enfants
- Éric Hinkle : Principal héros, il a découvert un passage menant vers le monde de Droon sous son escalier. Il ne se considère pas comme un héros mais fait les choses quand elles doivent être faites. Il possède des pouvoirs magiques à partir du tome 12.
- Max Kroger : Ami d'Éric, il a une passion pour la nourriture et la vie facile. Bien qu'il fasse parfois preuve d'immaturité, il est très loyal envers ceux qu'il apprécie.
- Julie Rubin : Amie des précédents et la première à avoir découvert le monde de Droon. Elle possède de grandes capacités d'analyse et se révèle très intelligente.

### Habitants du monde de Droon

#### Protagonistes
- Kya : Première personne que les enfants vont rencontrer, elle possède des pouvoirs de guérison et est aussi la princesse de Jaffa.
- Galen Longuebarbe : Magicien qui vit dans un arbre invisible. C'est lui qui a enseigné des pouvoirs à Kya.
- Filerouge : Troll-araignée et serviteur de Galen.Il peut tricoter très vite sa soie.
- Roi Zello : Père de Kya et roi de Jaffa.
- Reine Relna : Reine de Jaffa et mère de Kya, a été capturée par diverses personnes. S'est métamorphosée en oiseau, en dragon puis en dauphin pour aider les enfants.
- Khan : Roi des Mafflus, peuple de Coussins violets.

#### Antagonistes
- Sparr : Seigneur du mal et chef des Ninns. Il est l'antagoniste principale du début de la série et est connu pour ses ailerettes derrière ses oreilles qui changent de couleur en fonction de son humeur.
- Les Ninns : Peuple de bonhommes rouges joufflus et stupide sous les ordres de Sparr.
- Le roi des elfes : Petit homme très avare a l'aspect repoussant. Il vit dans une tour géante. Il fait fuir les intrus en se déguisant en dragon.
- Déméter : Une sorcière sirène vivant dans un palais sous la mer.
- Roi de Tarkoum : Le roi de la cité de Tarkoum. Il a un buste et une tête d'aigle et un corps humain. Il possède le don de parole mais peut s'exprimer soit dans sa langue soit dans la langue humaine.

## Lieux de l'histoire
- Jaffa : capitale du monde de Droon et demeure de la famille royale.
- L'île de la sorcière : île qui abrite la sorcière Déméter.
- Monde de Goll : Ancienne partie du monde de Droon enfouie sous terre. La cité de Tarkoum en fait partie.
- Palais de Sparr : Palais de Sparr situé sous un volcan.
- Maliban : Monde situé sur la carapace d'une tortue, connu pour abriter beaucoup d'escrocs, charlatans et brigands en tout genre.

## Liste des tomes
La série consiste en 44 tomes : 36 tomes principaux et 8 éditions spéciales.
- Tome 1 : Le Tapis magique (Titre original : The Hidden Stairs and the Magic Carpet)
- Tome 2 : Le Palais du volcan (Titre original : Journey to the Volcano Palace)
- Tome 3 : L'Île de la sorcière (Titre original : The mysterious Island)
- Tome 4 : La Ville dans les nuages (Titre original : City in the Clouds)
- Tome 5 : Un été sous la neige (Titre original : The Great Ice Battle)
- Tome 6 : Le Réveil du géant (Titre original :The Sleeping Giant of Goll)
- Tome 7 : La Vallée des ombres (Titre original : Into the Land of the Lost)
- Tome 8 : L'Abeille d'or (Titre original : The Golden Wasp)
- Tome 9 : La Tour du roi des elfes (Titre original : The Tower of the Elf King)
- Tome 10 : À la recherche de la reine (Titre original : Quest for the Queen)
- Tome 11 : La Cité de Tarkoum (Titre original : The Hawk bandits of Tarkoom)
- Tome 12 : La Sorcière du fond des mers (Titre original : Under the Serpent Sea)
- Tome 13 : Le Masque de Maliban (Titre original : The Mask of Maliban)
- Tome 14 : La Brise de Jaffa (Titre original : Voyage of the Jaffa Wind)
- Tome 15 : Le Parchemin de la lune (Titre original : The Moon Scroll)
- Tome 16 : Les Chevaliers de la neige argentée (Titre original : The Knights of Silversnow)